# Haglundia penyardensis
Haglundia penyardensis är en svampart som beskrevs av Graddon. Haglundia penyardensis ingår i släktet Haglundia och familjen Dermateaceae.   Inga underarter finns listade i Catalogue of Life.